# Вільябліно
Вільябліно (ісп. Villablino) — муніципалітет в Іспанії, у складі автономної спільноти Кастилія-і-Леон, у провінції Леон. Населення — 10 553 особи (2010).
Муніципалітет розташований на відстані близько 350 км на північний захід від Мадрида, 70 км на північний захід від Леона.
На території муніципалітету розташовані такі населені пункти: (дані про населення за 2010 рік)
- Кабоальєс-де-Абахо: 1258 осіб
- Кабоальєс-де-Арріба: 462 особи
- Лумахо: 89 осіб
- Льямас-де-Ласіана: 47 осіб
- Оральйо: 242 особи
- Рабаналь-де-Абахо: 54 особи
- Рабаналь-де-Арріба: 41 особа
- Ріоскуро: 159 осіб
- Роблес-де-Ласіана: 130 осіб
- Сосас-де-Ласіана: 181 особа
- Вільябліно: 5862 особи
- Вільяхер-де-Ласіана: 575 осіб
- Ель-Вільяр-де-Сантьяго: 85 осіб
- Вільясека-де-Ласіана: 1368 осіб

## Демографія
Динаміка населення (INE ):